# Плаяс де Росарито
Плаяс де Росарито (на испански: Playas de Rosarito), разговорно наричан просто Росарито или Розарито е град в мексиканския щат Долна Калифорния. Той е вторият по големина след Тихуана в този район.
Той е с население от 65 278 жители (по данни от 2010 г.). Намира се на 10 метра надморска височина и на около 35 минути с кола южно от американско-мексиканската граница. Поради нощните клубове и просторните плажове той е любимо и предпочитано място от американските младежи, особено по време на празнуването на деня на загиналите във войните и деня на труда. В района на Плаяс де Росарито са снимани много сцени от филма Титаник.